# Сражение при Сан-Хуане (1797)
Сражение при Сан-Хуане — операция британского флота по захвату испанских владений в Вест-Индии периода французских революционных войн. После подписания договора в Сан-Ильдефонсо в 1796 году Испания и Франция стали союзниками и испанцы объявили англичанам войну. В качестве ответной меры те послали флот в Карибское море с намерением захватить испанские колонии. 17 апреля 1797 года к Сан-Хуану, что в Пуэрто-Рико, подошла британская эскадра под командованием Ральфа Эберкромби. Британцы высадились на остров, но после серии сражений так и не смогли сломить упорное сопротивление защитников и были вынуждены отступить 2 мая 1797 года.

## Предыстория
В феврале 1797 года английская эскадра под командованием Ральфа Эберкромби атаковала остров Тринидад. Гарнизон острова практически не оказал сопротивления, и через два дня губернатор сдал Тринидад англичанам. Ободренные такой лёгкой победой британцы решили захватить ещё одну испанскую колонию в этом регионе — Пуэрто-Рико. 8 апреля, после того, как были приняты все меры, необходимые для обеспечения безопасности Тринидада, контр-адмирал Харви и генерал-лейтенант сэр Ральф Эберкромби с четырьмя линейными кораблями (Prince-of-Wales, Bellona, Vengeance и Alfred), несколькими фрегатами и шлюпами, и с таким количеством войск, которое удалось собрать (6-7 тысяч человек), отплыли из Мартиники. 10 апреля эскадра прибыла в Сент-Китс, где к ней присоединился 38-пушечный фрегат Arethusa, после чего она взяла прямой курс на Пуэрто-Рико. Утром 17 апреля 1797 года британский флот прибыл с берегам острова.
Губернатор Пуэрто-Рико, Рамон де Кастро, знал о захвате Тринидада, и потому был готов в нападению англичан. К обороне острова были привлечены 4500 солдат, в том числе 70 артиллеристов, и два батальона милиции. Кроме того в защите острова приняли участие добровольцы из местных жителей и даже некоторые заключённые. Французский консул также помог в обороне города, выделив 50 соотечественников защищать форт Сан Джеронимо и ещё 10 человек, которые присоединились к испанским солдатам. Защиту порта обеспечивали 12 канонерских лодок под командованием Франциско де Паула Кастро.

## Вторжение
При попытке подойти к берегу британский флот столкнулся с проблемой. Вдоль всего северного побережья острова располагались подводные рифы, а единственным проходом был узкий канал, через который смогли пройти лишь два шлюпа и транспортные суда.
Они подошли к берегу и к утру 18 апреля высадили на берег 3000 солдат, отбив атаку 100 испанцев, которые пытались им помешать. Британцы отправили два фрегата чтобы блокировать вход в гавань и не пускать другие суда. Вставшие на якорь английские корабли начали обстреливать испанские оборонительные позиции, чтобы защитить место высадки десанта.
В тот же день Эберкромби отправил в порт судно с предложением почётной капитуляции, и получив отрицательный ответ, Эберкромби и Харви пришли к выводу, что необходимо полностью изолировать остров. С этой целью было решено отправить суда для блокады порта и ещё один отряд чтобы захватить мост Сан-Антонио. 19 апреля англичане попытались захватить мост Сан-Антонио, но попав под огонь форта Сан Джеронимо и форта Эскамброн были вынуждены отступить.
В пятницу, 21 апреля, испанским войскам был отдан приказ уничтожить мост Сан-Антонио, чтобы помешать наступлению англичан.
22 апреля губернатор Кастро направил подкрепление на восточное побережье острова, опасаясь, что огонь артиллерии противника разрушит первую полосу обороны.
23 апреля Эберкромби лишился поддержки английского флота, когда адмирал Харви приказал вывести свои корабли в открытое море, опасаясь, что сильные ветра могут разбить суда о рифы северного побережья.
В понедельник, 24 апреля сержант милиции Франциско Диас с отрядом из 70 человек организовал налет на британские позиции. Они атаковали отряд из 300 британских солдат и заставили тех отступить, несмотря на их численное превосходство. Отряд Диаса атаковал пушечную батарею и захватил в плен 14 солдат, после чего англичане устроили контратаку, и испанцы вынуждены были отступить.
25 апреля британские войска провели операцию в районе острова Мирафлорес и установили на нём новые батареи, которые начали обстрел второй полосы обороны и территории возле самого города. 26 апреля защитники острова попытались выбить англичан с острова Мирафлорес, но эта попытка закончилась неудачей.
В течение следующих двух дней, 27 и 28 апреля, продолжался артиллерийский обмен между Мирафлорес и городом. Кастро признал опасность, которую представляли английские батареи на острове и приказал батареям форта Ла Пунтилла нейтрализовать английские позиции на острове Мирафлорес.
Воспользовавшись тем, что наступление британских войск остановилось, Кастро приказал начать контрнаступление против английских позиций, и в воскресенье, 30 апреля британцы начали своё отступление от Сан-Хуана.

## Последствия
Британские войска отступили к берегу и 1 мая 1797 года начали погрузку на свои суда. Утром 2 мая британская эскадра покинула Пуэрто-Рико. Так завершилась военная операция англичан, продолжавшаяся более двух недель. Потери британских войск, согласно английским источникам, составили 37 убитых 70 раненых и 124 взятых в плен или пропавших без вести. Испанские источники называют несколько иные цифры: 225 человек убитых и раненых и 290 человек взятых в плен. Потери испанцев составили 42 убитых, 156 раненых и 2 пропавших без вести.
В частном письме сэр Ральф Эберкромби объясняет причину своей неудачи. Там, в частности, говорится:
Предпринятая экспедиция, возможно, была слишком легкомысленной. После захвата Тринидада, адмирал согласился со мной, что нужно предпринять ещё одно нападение, и когда мы получили подкрепления и инструкции атаковать Пуэрто-Рико, то решили попытать счастья, больше надеясь на слабость противника. Но он оказался хорошо подготовлен, с большим числом войск, чем у нас, и с мощной артиллерией гарнизона. Конечно их войска были слабее, но они находились за стенами, что не могло не принести им победу.